# Simon Eisenhut
Johann Simon Eisenhut (* 30. Juni 1781 in Markt Einersheim; † 9. März 1842 ebenda) war ein Anhänger des Chiliasmus und Begründer einer Glaubensgemeinschaft. 

## Leben
Johann Simon Eisenhut wurde am 30. Juni 1781 in Markt Einersheim geboren. Der Ort war Teil der Grafschaft Limpurg-Speckfeld und wurde zu Beginn des 19. Jahrhunderts Landgemeinde im Königreich Bayern. Der Vater Christoph Heinrich Eisenhut (1736–1797) ging im Dorf dem Beruf eines Schuhmachers nach, die Mutter Maria Margarethe war eine geborene Ammon und stammte aus Repperndorf. Die ältere Literatur geht davon aus, dass Eisenhut durch eine Erkrankung des Vaters psychisch vorbelastet war. Zunächst lernte er in der Werkstatt seines Vaters das Schuhmacherhandwerk und übte diesen Beruf nach dem 1797 erfolgten Tod des Vaters auch aus. Im Jahr 1806 ehelichte Eisenhut Catharina Dorothea Zehler aus Markt Einersheim. Nach deren frühen Tod ging er 1809 mit Anna Catharina Lautenbach aus Mainbernheim eine zweite Ehe ein. Aus dieser gingen sechs Kinder hervor.
Ab 1817 begann sich Eisenhut vermehrt mit theosophischen und religiösen Spekulationen zu beschäftigen. Inspiriert wurde er durch das Wirken des böhmischen Kooperators Thomas Pöschl, der dem nahenden Weltenende mit Menschenopfern zu entgehen versuchte. Er entwickelte eine Theorie, die eng mit der Rückkehr des Erzherzogs Karl, dem Sieger der Schlacht bei Würzburg 1796, verbunden waren. Daneben war Eisenhut auch als Alchemist tätig und bemühte sich, die „Goldtinkturgeheimnisse“ zu erlangen. In der Folge begann er das nahende Weltenende zu predigen und zog eine Vielzahl an Personen in seine Gemeinschaft. Darunter war der Iphöfer Bürger Franz Bechert und Anton Stauder aus Würzburg, der sich als Schreibmeister der Gemeinschaft bezeichnete und als Gerichtsbeamter arbeitete. Die Ideen Eisenhuts bewegten auch Personen aus Institutionen der etablierten Konfessionen. So schlossen sich Eisenhut auch zwei Mönche aus dem Würzburger Augustinuskloster an. 1823 beendeten die Behörden das Wirken Eisenhuts. Er starb am 9. März 1842 in Markt Einersheim.